# 萬騎
万骑，極言騎兵之多。揚雄《長楊賦》:“羅千乘於林莽，列萬騎於山隅。”
1. 匈奴二十四長之号称。匈奴前期，统领“万骑”者凡二十四长。匈奴自左右屠耆王（贤王）、左右谷蠡王、左右大将、左右大都尉、左右大当户等，都分别统军，指挥作战，大者领万骑，小者统数千骑，统万骑的军事首领共二十四个，即二十四个万骑长。下设有千長（千骑长）、百長（百骑长）、什長（十骑长）[1]。
2. 唐初禁军名称之一。唐太宗贞观年间始置百骑，从皇帝射猎。至武則天时改为千骑，并以其隶属左右羽林军。唐中宗景龙年间，扩大千骑改称万骑，分置左右营。专门置使率领。李隆基在长安时于万骑中广为结交，后赖万骑力量诛韦后。李隆基即位為唐玄宗，改万骑为左右龙武军，以功臣子弟充任，遂为唐代北衙六军之二。